# Easy Love (chanson de Lady)
Pour les articles homonymes, voir Easy Love (homonymie).
Easy Love, parfois titré Easy Love (Stay the Night), est une chanson du projet dance Lady sortie en avril 2000. Elle atteint la 3e position du classement français et reçoit un disque d'or un mois après sa sortie.

## Production
En 1994, le producteur Philippe Boumat fait la rencontre de Tania Dixon aux États-Unis. Il lui propose de réaliser plusieurs enregistrements en Italie et la met en contact avec deux disc-jockeys marseillais, Michel Fages et Omar Lazouni. Les trois musiciens forment alors le projet dance Lady auquel Dixon prête sa voix et assure la promotion sur les plateaux de télévision .
Distribué par Sony Music sur le label Dance Pool, le titre est produit par Michel Fages, Omar Lazouni, Philippe Boumat, Valerie Benedetto et Rabah Djafer.
La chanson est construite autour d'un sample du titre Stay the Night (en) de Billy Ocean, ce qui vaut au single de Lady d'être sous-titré 'Stay the Night' selon les versions.

### Formats
Plusieurs versions du titre sont publiées sur différents supports.
Deux versions principales sortent chez Epic Records/Dance Pool ainsi qu'un CD-maxi composé de versions remixées par Kamasutra et Soull Mouvementt :
| CD Single - 669148-1 1. Easy Love (Radio Edit) - 3:57 2. Easy Love (Original Mix) - 5:17 | CD-Maxi - 669148-2 1. Easy Love (Radio Mix) - 3:57 2. Easy Love (Club Mix) - 6:27 3. Easy Love (Harmonic Club Mix) - 5:10 4. Easy Love (Original Mix) - 5:17 | CD-Maxi Remix - 669148-5 1. Easy Love (Radio Edit) - 3:55 2. Easy Love (It's Love Edit) - 3:42 3. Easy Love (It's Love) - 7:04 4. Easy Love (Soull Mouvementt) - 6:42 |

## Classement
| Classement                                 | Meilleure position |
| ------------------------------------------ | ------------------ |
| France (SNEP)                              | 3                  |
| Belgique (Ultratop 50 Singles francophone) | 12                 |
| Suisse                                     | 35                 |
| Pays-Bas                                   | 79                 |
| États-Unis (Dance Club Songs)              | 15                 |
| Brésil                                     | 9                  |

### Distinctions
Un mois après sa sortie, le titre reçoit un disque d'or de la SNEP.

## Utilisation dans les médias
- En 2001, dans La Vérité si je Mens 2 de Thomas Gilou (présence notifiée dans le générique de fin)